# ゾフィー・フォン・ブラバント

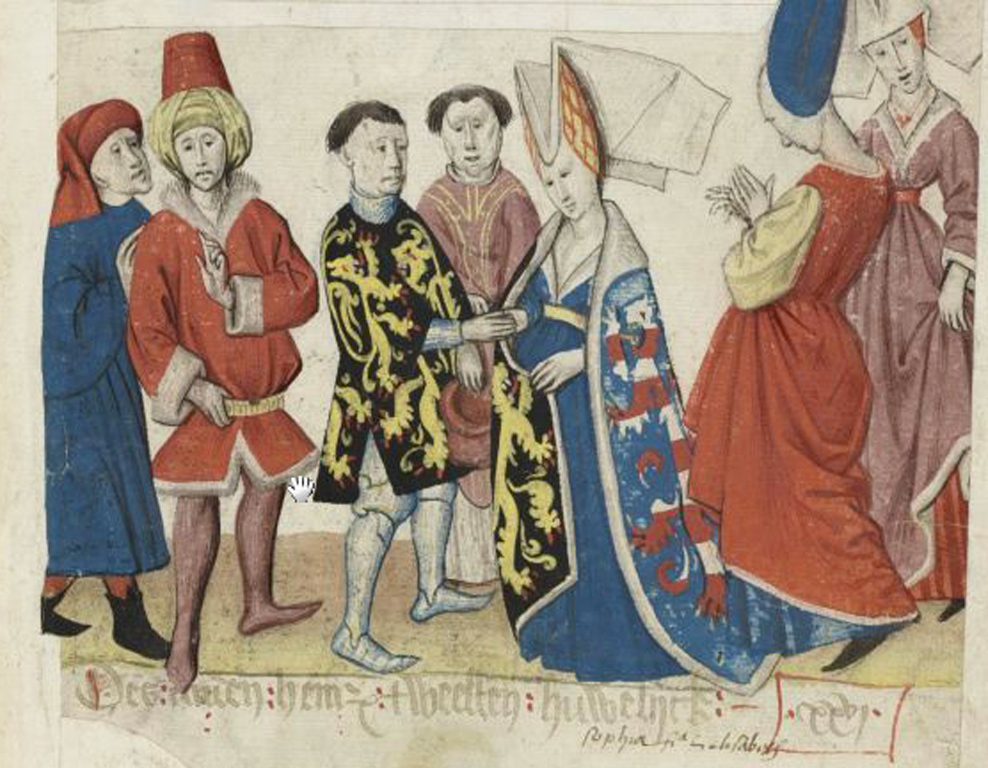
ゾフィーとアンリ2世の結婚

ゾフィー・フォン・ブラバント（ドイツ語：Sofie von Brabant, 1224年3月30日 - 1275年5月29日）またはゾフィー・フォン・チューリンゲン（Sophie von Thüringen）は、ルードヴィング家出身の女性で、テューリンゲン方伯ルートヴィヒ4世と妃エリーザベトの娘でブラバント公アンリ2世の妻。ヘッセン方伯ハインリヒ1世の母。叔父ハインリヒ・ラスペの死後、テューリンゲンの統治権を巡ってマイセン辺境伯でテューリンゲン方伯を兼ねた従兄のハインリヒ3世と争った。

## 生涯

### 幼年期
父が1227年に第6回十字軍の途上で亡くなった後は、相続権を持ったゾフィーの兄ヘルマン2世は当時僅か5歳であり、叔父のハインリヒ・ラスペ（ハインリヒ・ラスペ4世ともいう）の後見と支配を受けた。ハインリヒ・ラスペは、彼らの母親のエリザベートをテューリンゲン方伯の宮廷から追い出した。ヘルマン2世はテューリンゲンに残ったが、ゾフィーと妹ゲルトルートと母はマールブルクへ行き、母はその地で1231年に亡くなり、後に列聖された。
ゾフィーは1240年にブラバント公アンリ2世と結婚した。彼らの結婚からは、後のヘッセン方伯ハインリヒ1世とエリーザベトが生まれた。ヘルマン2世は1241年に19歳で亡くなり、以後は1247年までハインリヒ・ラスペがテューリンゲン方伯を務めた。
1243年にゾフィーの従兄でヴェッティン家のマイセン辺境伯ハインリヒ3世は神聖ローマ皇帝フリードリヒ2世から、ルードヴィング家のハインリヒ・ラスペが子供を遺さずに亡くなった場合のテューリンゲン方伯位についての確約を取り付けた。1247年にその事態は訪れた。ゾフィーはハインリヒの為に叔父のヘッセンとテューリンゲンの遺産を相続する権利を訴えた。

### 遺産相続戦争
1248年にゾフィーの夫、アンリ2世が亡くなった。ゾフィーは4月23日にドイツ騎士団が防御を固めるマールブルクに拠点を構え、彼ら全員のルードヴィング家への忠誠を確認した。こうしてゾフィーはテューリンゲンおよびヘッセンの女領主として、ドイツ騎士団の支援で安全を確保した。彼女はこれにより、1244年に生まれたハインリヒが、後にヘッセン方伯領となる、ルードヴィング家のヘッセンの所領へ移行する基礎を固めたのであった。
1249年7月1日に、反乱を起こしたテューリンゲンの伯爵達、ケーフェルンブルク伯、シュヴァルツブルク伯、バイヒリンゲン伯、ホンシュタイン伯、オーラミュンデ伯、シュトルベルク伯は、新しいテューリンゲン方伯となったハインリヒ3世に服する事となった。これによりゾフィーはハインリヒ3世と一時的に和解し、1250年3月2日に協定（「アイゼナハ方針」）を交わした。これは、ヴァルトブルクとヘッセンを統治する彼女の息子ハインリヒをハインリヒ3世が10年間後見管理するというものであった。
1254年、娘のエリーザベトとアルブレヒト・フォン・ブラウンシュヴァイクとの結婚で、ゾフィーは新たな協力者を得た。アルブレヒトの父・ブラウンシュヴァイク＝リューネブルク公オットー1世は、ハインリヒ・ラスペの死後テューリンゲン方伯領の北部の一角を保持していた。一方、1254年5月にマインツ大司教ゲルハルト1世と交わしたウーデシュタット協定でハインリヒ3世は、マインツ大司教区のテューリンゲン内の所領について行政権を委譲されていた。ゾフィーは、これが1250年の協定内容に違反していると申し立て、アルブレヒトの支援を得、新たな敵対行動でテューリンゲン継承戦争を続けた。
ゾフィーとその支持者は、1259年の春にテューリンゲンのヴェッティン家に対し新たな軍事行動を起こして攻撃を行った。1260年には、アイゼナハの市城やフラウエンブルク、メチルシュタインなどヴァルトブルク周辺の多くの城が破壊された。クロイツブルクとアイゼナハもゾフィーの拠点となった。しかし彼女はヴァルトブルクを攻略する事はできなかった。ハインリヒ3世は、翌1261年にはアイゼナハを夜間の奇襲攻撃により奪還した。

### 和睦、晩年
1263年10月27日、ハインリヒ3世の2人の息子アルブレヒトとディートリヒは、9時間に及ぶベーゼンシュテットの戦い（ヴェッティン家の本拠地の近く）でアルブレヒト・フォン・ブラウンシュヴァイクに勝利し、彼を捕虜にした。ゾフィーはこのヴェッティン家同盟軍に対する敗北を受けてテューリンゲンに対する主張を翌1264年に断念した。但し、ヘッセンに関する主張は認められ、ハインリヒは1292年にヘッセン方伯に就任した。
1275年5月29日に死去。かつてのブラバントに位置するヴィレ＝ラ＝ヴィル（現在はベルギー領）のシトー会修道院の修道院教会に葬られた。ブラバント公は継子（アンリ2世と先妻の子）のアンリ3世が相続、ヘッセンは神聖ローマ帝国の領邦としてハインリヒ1世の子孫に受け継がれていった。16世紀にプロテスタントの擁護に立ち上がり、シュマルカルデン同盟を結成したザクセン選帝侯ヨハン・フリードリヒとヘッセン方伯フィリップはハインリヒ3世とゾフィーの子孫である。

## 子女
ハインリヒ2世との間に2人の子が生まれた。
1. エリーザベト（1243年 - 1261年） - ブラウンシュヴァイク公アルブレヒト1世と結婚。
2. ハインリヒ1世（1244年 - 1308年） - ヘッセン方伯。